# Fudbalski klub Banjalučki sportski klub
Il Fudbalski klub Banjalučki sportski klub, in cirillico Фудбалски клуб Бањалучки спортски клуб, (it. Club calcistico "Club sportivo di Banja Luka"), noto come BSK Banja Luka, è una società calcistica bosniaca con sede a Banja Luka, città situata nella Repubblica Srpska, in Bosnia ed Erzegovina.

## Storia
Il BSK Banja Luka viene fondato il 20 ottobre 1932 e la notizia viene pubblicata dal quotidiano locale "Vrbaske novine". L'iniziativa è venuta dai giovani che vivono sulla riva destra del Vrbas. Il club gioca la sua prima partita il 4 luglio 1933 contro la squadra delle riserve del Borac. Il BSK è uno dei club con la più lunga militanza nella Prva liga Republike Srpske. A partire dal 1995, quando ha partecipato alla prima edizione del torneo e si è piazzato al 6º posto nel girone Ovest, il BSK ha trascorso 14 stagioni intere nella Prva liga RS.
Nel 2011 il BSK retrocede dalla Prva liga RS e da allora non vi è più ritornato.
Per ragioni di sponsorizzazione, dal 2003 al 2006 si è chiamato BSK Crni Đorđe, e dal 2006 al 2008 BSK Nektar.
Il periodo migliore del BSK è alla fine degli anni '60, quando trascorre due stagioni nella seconda divisione jugoslava (condivide il 120º posto, con OFK Subotica e Lokomotiva Mostar, nella classifica perpetua). Il miglior risultato è il 12º posto nella stagione 1968-69, mentre nella successiva si piazza penultimo e retrocede nelle Zonske lige.
Dal 1995 al 2002 milita nella massima divisione della Repubblica Srpska.
Il campo di gioco del BSK è lo Stadion Čaire, un piccolo impianto da 500 posti col terreno erboso.

## Giocatori
- Miloš Babić
- Perica Ivetić
- Vlado Jagodić
- Vladimir Karalić
- Stojan Malbašić
- Damir Memišević
- Bojan Tadić
- Goran Vukliš